# Stephen Wright (football)
Pour les articles homonymes, voir Stephen Wright et Wright.
Stephen Wright (né le 27 août 1971 à Bellshill, North Lanarkshire, Écosse) est un joueur de football international écossais, qui évoluait comme défenseur.

## Carrière en club
Stephen Wright commence sa carrière avec Aberdeen, où il joue presque 150 matchs, avant de s'engager avec les Rangers FC en 1995 lors d'un transfert d'un montant de 1,5 million de £. Mais son passage dans le club protestant de Glasgow est gâché par des blessures à répétition qui ne lui permettent de ne jouer que sept matchs de championnat en trois ans, avant d'être prêté au club anglais de Wolverhampton Wanderers et de poursuivre son expérience anglaise à Bradford City.
Il finit ensuite sa carrière en revenant en Écosse, à Dundee United, avant une toute dernière pige en Angleterre à Scunthorpe United

## Carrière internationale
Durant sa carrière, il connaît deux sélections avec l'Écosse, en 1993 sous le règne d'Andy Roxburgh.

### Détail des sélections
| Sélection | Date        | Lieu                                | Compétition                                 | Résultat | Adversaire | Titulaire/Remplaçant                      | Maillot n° |
| --------- | ----------- | ----------------------------------- | ------------------------------------------- | -------- | ---------- | ----------------------------------------- | ---------- |
| 1re       | 24 mai 1993 | Ibrox Stadium, Glasgow, Écosse      | Match amical                                | D 0-1    | Allemagne  | Titulaire remplacé par Scott Booth (64e)  | 2          |
| 2e        | 19 mai 1993 | Stade de Kadriorg, Tallinn, Estonie | Tour préliminaire de la Coupe du monde 1994 | V 3-0    | Estonie    | Titulaire remplacé par Alan McLaren (80e) | 2          |

## Carrière d'entraîneur
Depuis la fin de sa carrière, Stephen Wright s'est reconverti dans l'encadrement des équipes de jeunes, s'étant occupé pendant longtemps de celles des Rangers FC. Il occupe depuis 2008 un poste d'entraîneur-adjoint à Dunfermline Athletic.

## Palmarès
- avec Aberdeen :
  - Coupe d'Écosse : 1 (1990)
  - Coupe de la Ligue écossaise : 1 (1990)
- avec les Rangers FC :
  - Champion d'Écosse : 2 (1995-1996, 1996-1997)
  - Coupe d'Écosse : 1 (1996)
  - Coupe de la Ligue écossaise : 1 (1996)